# Подгориця (Севниця)
Подгориця (словен. Podgorica) — поселення в общині Севниця, Споднєпосавський регіон, Словенія. Висота над рівнем моря: 446 м.